# Lennart Klingström
Lennart Klingström, né le 18 avril 1916 à Österåker et mort le 5 juillet 1994 à Danderyd, est un kayakiste suédois.

## Palmarès

### Jeux olympiques
- Londres 1948 :
  -  Médaille d'or en K-2 1 000 m avec Hans Berglund.

### Championnats du monde
- Londres 1948 :
  -  Médaille d'or en K-1 4x500 m avec Lars Glassér, Gert Fredriksson et Lars Helsvik.
  -  Médaille d'or en K-4 1 000 m avec Hans Berglund, Gunnar Akerlund et Hans Wetterström.
- Copenhague 1950 :
  -  Médaille d'or en K-1 4x500 m avec Lars Glassér, Gert Fredriksson et Ingemar Hedberg.
  -  Médaille d'argent en K-1 500 m.